# Llei de serveis digitals
La Llei de serveis digitals (Digital Services Act o DSA en anglès) és una proposta legislativa de la Comissió Europea presentada al Parlament Europeu i al Consell Europeu el 15 de desembre de 2020. És una de les dues propostes d'un mateix paquet que també contempla la Llei de mercats digitals (Digital Markets Act o DMA en anglès) presentada per la Comissió Europea el mateix dia. El DSA va ser preparat per la vicepresidenta executiva de la Comissió Europea per a una Europa apta per a l'era digital Margrethe Vestager i pel comissari europeu per al mercat interior Thierry Breton, com a membres de la Comissió Von der Leyen.

## Objectiu
Mentre era candidata a la presidència de la Comissió Europea, Ursula von der Leyen va proposar impulsar una "nova llei de serveis digitals". El propòsit expressat és actualitzar el marc legal de la Unió Europea, en particular mitjançant la modernització de la Directiva sobre comerç electrònic adoptada el 2000. A la pràctica, això significarà una nova legislació sobre contingut il·legal, publicitat transparent i desinformació. El juny de 2020, la Comissió Europea va llançar una consulta pública sobre el paquet per recopilar proves obertes fins al 8 de setembre de 2020. La societat civil ha demanat a les autoritats de la UE que s'assegurin que el DSA introdueixi definicions clares de contingut perjudicial per tal d’abordar les preocupacions sobre la violència en línia, incloses les pràctiques de violència de gènere i de doxing enfrontades pels usuaris a les xarxes socials.

## Noves obligacions per a les empreses de la plataforma
Aquesta llei preveu moderar el contingut a les plataformes de xarxes socials per abordar els problemes de violència en línia. La proposta de DSA manté la norma actual segons la qual les empreses que allotgen dades d'altres no són responsables del contingut a menys que realment sàpiguen que és il·legal. El DSA introduiria noves obligacions a les plataformes per divulgar als reguladors el funcionament dels seus algoritmes, la manera com es prenen les decisions per eliminar contingut i la forma en què els anunciants es dirigeixen als usuaris. Moltes de les seves disposicions només s'apliquen a les plataformes que tenen més de 45 milions d'usuaris a la Unió Europea. Les plataformes com Facebook, la filial de Google YouTube, Twitter i TikTok complirien aquest llindar i serien sotmeses a les noves obligacions. Les empreses que incompleixen les noves obligacions poden haver de pagar multes de fins al 6% sobre la seva facturació anual.

## Propers passos
Actualment, el DSA és una proposta legislativa. Per convertir-se en llei, cal l’aprovació del Consell Europeu i del Parlament Europeu, que s'espera que trigui aproximadament un any i mig des que la Comissió Europea va proposar el DSA el desembre del 2020. El gener de 2021, la Comissió del Mercat Interior del Parlament va confirmar que el grup S&D portaria el DSA al Parlament.

## Reaccions
S'espera que DSA i DMA condicionin la prestació de serveis als europeus per crear una Internet més segura i oberta.
El 25 de març del 2020, 61 organitzacions relacionades amb el periodisme i els drets humans van alertar que l'aprovació del Reglament sobre la difusió de contingut terrorista en línia podria ser un mal precedent per la DSA i el DMA. En concret, van enviar una carta conjunta als diputats al Parlament Europeu per instar-los a votar en contra de la proposta de Reglament sobre la difusió de continguts terroristes en línia, ja que van afirmar que no tenia cabuda en la legislació de la UE. En concret, van denunciar que el reglament permetria a qualsevol autoritat suprimir qualsevol contingut en línia de qualsevol lloc d'Europa en menys d'una hora. També alertaven que es podria abusar de l'instrument per a dur a terme una censura política, ja que no farà falta que participi cap tribunal independent.